# Juan Antonio González Jiménez
Juan Antonio González Jiménez (Chiclana de la Frontera, 5 de febrero de 1842, París 1920) nació en el seno de una familia humilde, siendo el segundo de cinco hermanos. 
Desde temprana edad demostró talento para el dibujo, lo que le llevó a estudiar en la Escuela de Bellas Artes de Cádiz bajo la tutela de Ramón Rodríguez Barcaza. Gracias a su dedicación y habilidades, obtuvo en 1864 una beca que le permitió viajar a París junto a su maestro y otros pintores destacados como Sebastián Gessa y Joaquín Damis.
En París, ingresó en el taller de Isidoro Pils y logró matricularse en la École de Beaux-Arts en 1865. Allí, desarrolló una sólida carrera artística y se integró en la vibrante escena artística parisina, formando parte de un círculo de artistas españoles que incluía nombres como Mariano Fortuny y Eduardo Zamacois.

## Trayectoria artística
La carrera de González Jiménez se centró principalmente en la pintura de género, caracterizada por su técnica detallada y preciosista. Su obra destaca por la representación de escenas dieciochescas, retratos y escenas de costumbres con gran riqueza en los detalles de vestuarios y objetos, lo que le valió reconocimiento en su tiempo.
Obtuvo la Tercera Medalla en el Salón de París de 1876 por La vuelta de un bautizo y participó frecuentemente en los Salones de París entre 1868 y 1895, así como en certámenes en España. Fue miembro activo de la Sociedad de Acuarelistas de París y del Círculo de Bellas Artes, además de colaborar con el marchante de arte Adolphe Goupil, lo que le permitió vender sus obras internacionalmente.
La obra de Juan Antonio González Jiménez dejó huella en el arte del siglo XIX. Sus pinturas fueron adquiridas por coleccionistas de Francia, Inglaterra y Estados Unidos, consolidando su reputación como uno de los exponentes españoles destacados en la pintura de género. Aunque su producción artística decayó a partir de 1890, continuó siendo una figura relevante en la vida cultural parisina hasta su muerte, en 1920.

### Obras Destacadas
- La vuelta de un bautizo
- Galanteo
- Persuasión
- Fausto y Margarita
- Manola
- Tentación
- Partida de ajedrez

### Galería

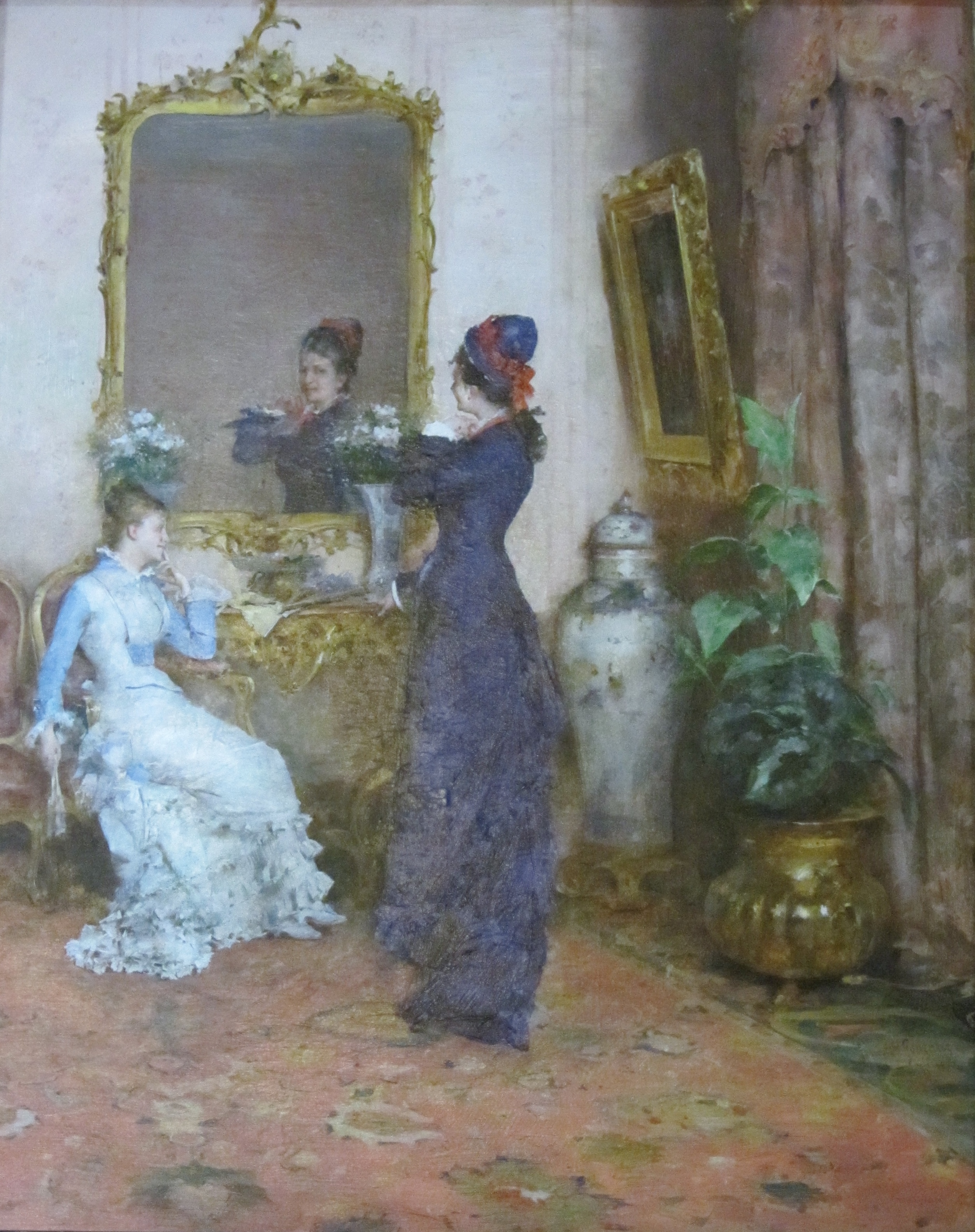
Boudier Luis XV
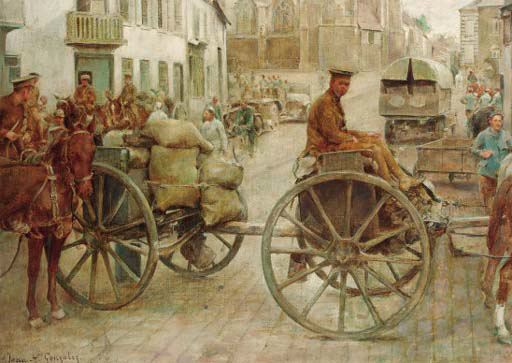
A military procession
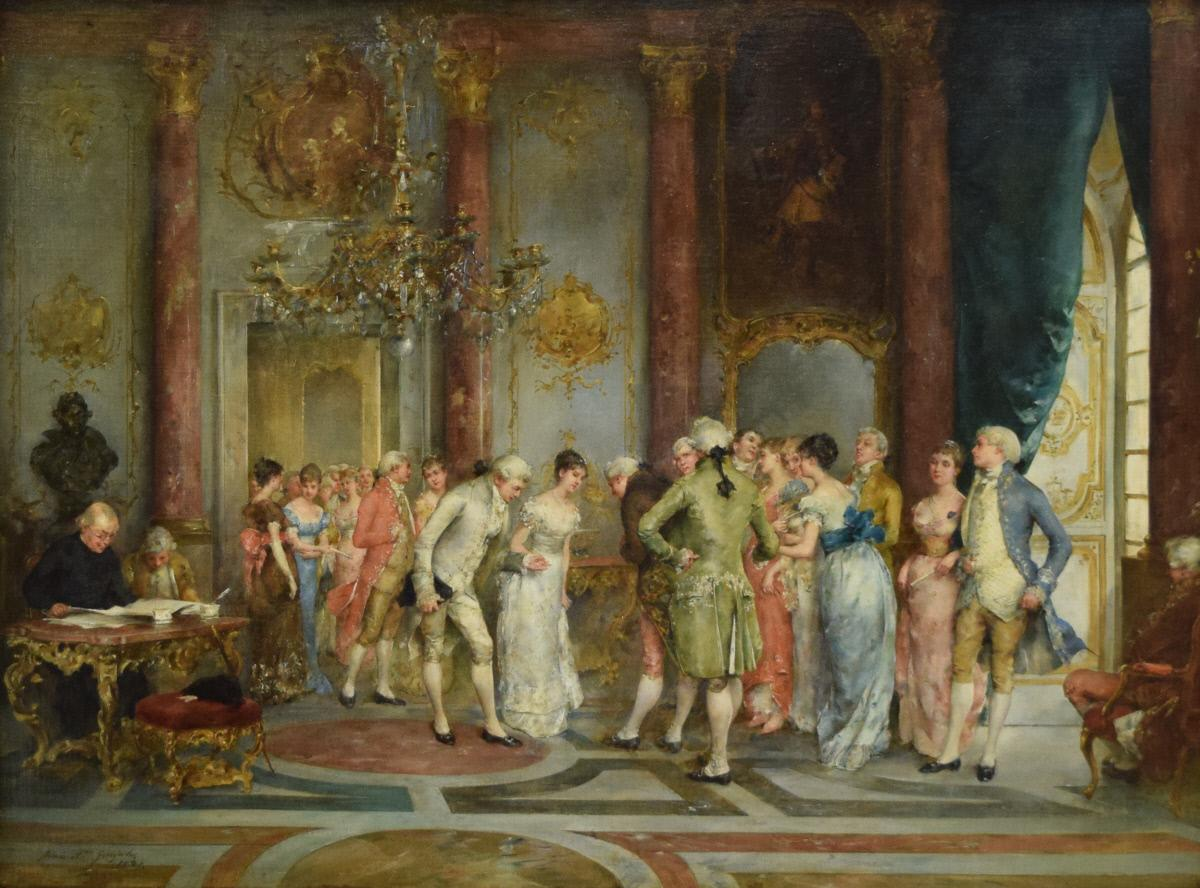
Presenting the Bride
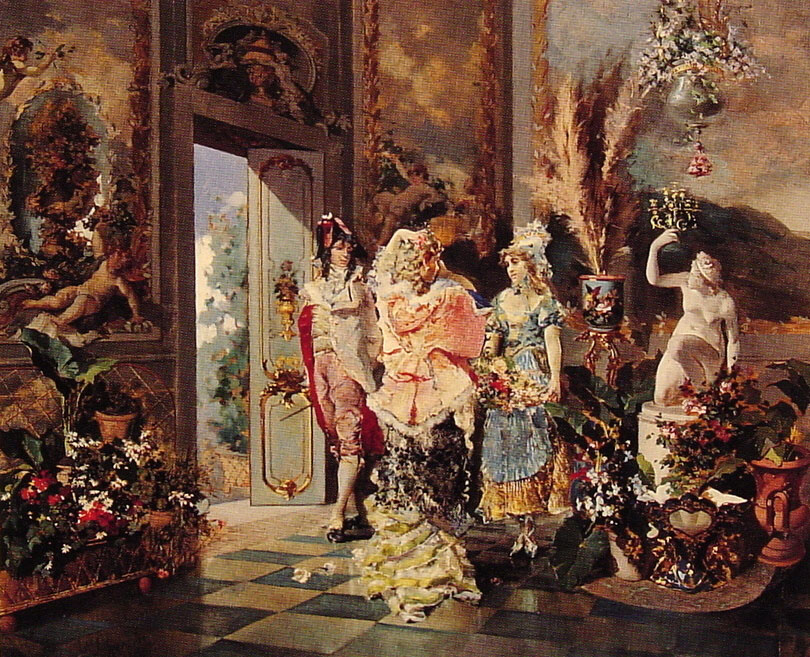
Rococo Manners

Referencias
1. 1 2  «Pintor Juan Antonio González Jiménez, información y biografía». Chiclana. Consultado el 18 de diciembre de 2024.
2. 1 2  «Juan Antonio González Jiménez | Real Academia de la Historia». dbe.rah.es. Consultado el 18 de diciembre de 2024.
3. ↑  Merino Calvo, José Antonio (2006). El pintor Juan Antonio González Jiménez. ISBN 84-934372-9-8.

- Datos: Q43130888
- Multimedia: Juan Antonio González Jiménez / Q43130888